# The Apprentice (Stati Uniti d'America)
The Apprentice è un reality show statunitense nel quale vengono giudicate le capacità imprenditoriali di un gruppo di concorrenti. Negli Stati Uniti d'America, lo spettacolo è stato trasmesso in diversi format per ben 15 stagioni a partire dal gennaio 2004, sulla rete televisiva NBC.
Il format è stato esportato in molti altri stati tra i quali l'Italia, anche qui con il nome The Apprentice.

## Panoramica
The Apprentice è stato creato dal produttore televisivo Mark Burnett. Chiamato inizialmente "The Ultimate Job Interview", lo show vede la partecipazione di un certo numero, che nel corso delle stagioni è andato da quattordici a diciotto, di persone d'affari le quali competono nel corso della stagione, e solitamente prevede l'eliminazione di una di queste in ogni episodio. I concorrenti sono divisi in due squadre ("corporations"), un membro delle quali si propone volontariamente come project manager per ogni nuova sfida. Queste ultime possono vedere le squadre impegnate nella vendita di un nuovo prodotto, nella raccolta di fondi per un ente benefico o nella creazione di una campagna pubblicitaria.
La squadra vincitrice viene decretata in base al raggiungimento dell'obiettivo e al giudizio dell'ospite e dei suoi consiglieri, i quali controllano il comportamento della squadra e il modo in cui essa è riuscita a portare a termine la sfida. La squadra sconfitta viene invece condotta in una sala riunioni dove, in un meeting assieme all'ospite e ai suoi consiglieri, vengono discussi i motivi della sconfitta e viene indicata la persona che ne è stata maggiormente responsabile. Gli episodi terminano quindi con il conduttore che elimina uno dei concorrenti dalla competizione con la frase "You're fired!".
Sette stagioni della serie hanno visto come partecipanti delle persone sconosciute al pubblico, le quali puntavano a diventare imprenditori aspirando anche a vincere il primo premio, ossia un anno di contratto a 250.000 dollari l'anno per condurre una delle aziende di Donald Trump. Nelle altre otto stagioni, iniziate a partire dal 2008, il titolo dello show è stato invece cambiato in The Celebrity Apprentice. In questo format, diversi personaggi famosi erano chiamati a sfidarsi per vincere soldi da destinare a un ente di beneficenza da loro precedentemente designato, con il premio finale consistente in una nuova, più grande, donazione a tale ente e nell'ottenimento del titolo di "Apprentice". Nel gennaio 2017 ha avuto luogo un reboot di questo format, con l'avvio della trasmissione The New Celebrity Apprentice. La serie statunitense ha poi dato inizio a un franchise internazionale dello show arrivando a un totale di oltre 20 edizioni locali.
Per le prime quattordici stagioni, l'ospite dello show è stato l'imprenditore immobiliare, e poi Presidente degli Stati Uniti d'America, Donald Trump. Proprio in occasione dell'inizio della campagna elettorale di Trump per le elezioni presidenziali del 2016, la NBC ha annunciato che il nuovo conduttore di The Celebrity Apprentice a partire da gennaio 2017 sarebbe stato l'attore ed ex governatore della California, Arnold Schwarzenegger. Nel 2005 la conduttrice televisiva ed intrattenitrice Martha Stewart ha condotto uno spin-off del programma chiamato The Apprentice: Martha Stewart e durato una sola stagione.

## Format
The Apprentice è un game show in cui le competizioni durano per un'intera stagione. Ogni stagione inizia con un nuovo gruppo di concorrenti in gara per ottenere un posto di rilievo in una delle compagnie di proprietà dell'ospite. I concorrenti (a cui ci si riferisce come "candidati") hanno tutti un passato in aziende di diversi settori: immobiliare, pubblicitario, amministrativo e gestionale.
Per tutto il tempo di durata dello show, i partecipanti vivono in una casa comune, una "penthouse suite" a New York (tranne che per la sesta stagione, ambientata a Los Angeles). Durante lo spettacolo, i concorrenti vengono divisi in due squadre, chiamate "corporations", le quali all'inizio scelgono un nome con il quale saranno identificate per il resto dello show. Ogni settimana, ad ognuna delle due compagini viene assegnato un obiettivo e all'interno di ognuna di esse deve essere eletto un "project manager" il quale avrà la responsabilità di organizzare il lavoro della squadra e di prendere le decisioni finali ed esecutive. Gli obiettivi, generalmente orientati all'imprenditoria e ad esaltare una delle diverse capacità imprenditoriali, riguardano di solito le vendite (quindi la vendita del maggior numero di prodotto o la realizzazione del maggior profitto) e il marketing (quindi la produzione di una campagna pubblicitaria per un determinato prodotto che viene poi giudicata dai dirigenti di una compagnia). Durante una sfida, che in genere dura uno o due giorni, le squadre sono solitamente affiancate da uno dei consiglieri dell'ospite. Al termine della competizione, le due squadre si incontrano con l'ospite e i suoi due consiglieri nella "sala consiglio" ("the boardroom").
Le riunioni nella sala consiglio sono generalmente composte da tre fasi. Nella fase preliminare, tutti i concorrenti di entrambe le squadre vengono radunati per essere informati dall'ospite circa l'esito della sfida, e per essere interrogati riguardo alla presenza di uno o più membri che si sono particolarmente distinti per capacità o incapacità all'interno della squadra. Talvolta le squadre sono anche chiamate a commentare i prodotti o i risultati ottenuti dai loro concorrenti. Alla fine di questa fase, l'ospite o uno dei suoi consiglieri, dichiara la squadra vincitrice. Quest'ultima ottiene quindi una ricompensa (solitamente un'esperienza di lusso) e viene congedata dalla sala consiglio, nella quale viene invece richiamata la squadra perdente per decretare chi dei suoi membri debba essere eliminato. Nelle ultime stagioni, ai membri della squadra vincitrice è stato permesso di assistere dalle televisioni delle proprie suite al proseguimento in diretta della riunione e quindi all'eliminazione. 
In questa seconda fase, dunque, tutti i membri della squadra perdente restano in sala consiglio per commentare la loro performance e i motivi della loro sconfitta, e per indicare chi tra loro ne è il maggior responsabile. Infine, viene chiesto al project manager di selezionare un certo numero di compagni di squadra (solitamente due) perché procedano nella fase finale della riunione. I rimanenti membri della squadra perdente possono quindi tornare nelle proprie stanze mentre il project manager e i concorrenti selezionati lasciano solo momentaneamente la sala consiglio così che l'ospite e i suoi consiglieri possano consultarsi.
Dopo aver fatto rientrare i concorrenti rimasti, l'ospite e i consiglieri li interrogano di nuovo riguardo alla loro sconfitta, in special modo, al project manager vengono spesso chieste le ragioni di una o dell'altra scelta. Alla fine, a discrezione dell'ospite, lo stesso project manager o uno degli altri membri viene licenziato e lascia la trasmissione. L'ospite ha un'ampia discrezione nella propria scelta, inclusa la possibilità di licenziare più concorrenti alla volta o di licenziare qualcuno al di fuori del normale iter dello show. I concorrenti eliminati lasciano quindi la sala del consiglio con il loro bagaglio per entrare in taxi e qui danno i loro commenti riguardo all'eliminazione.
Quando sono rimasti solo tre o quattro concorrenti, essi vengono sottoposti ad un colloquio da parte di dirigenti di diverse compagnie che poi riportano le loro impressioni all'ospite. Basandosi su questi pareri, dopo una riunione nella sala del consiglio, vengono scelti i due finalisti.
A ognuno dei due concorrenti rimasti viene quindi affidato un diverso obbiettivo finale, e ognuno dei due è supportato da una squadra composta dai concorrenti precedentemente eliminati. Tali missioni finali consistono in genere nell'organizzazione di eventi come feste o raccolte di fondi. Alla fine, in un'ultima riunione in sala consiglio, l'ospite assume uno dei due concorrenti che diventa il suo "apprentice" e vince il premio di un contratto iniziale da 250.000 dollari l'anno per gestire un progetto imprenditoriale offerto dallo stesso ospite.

## Storia e produzione

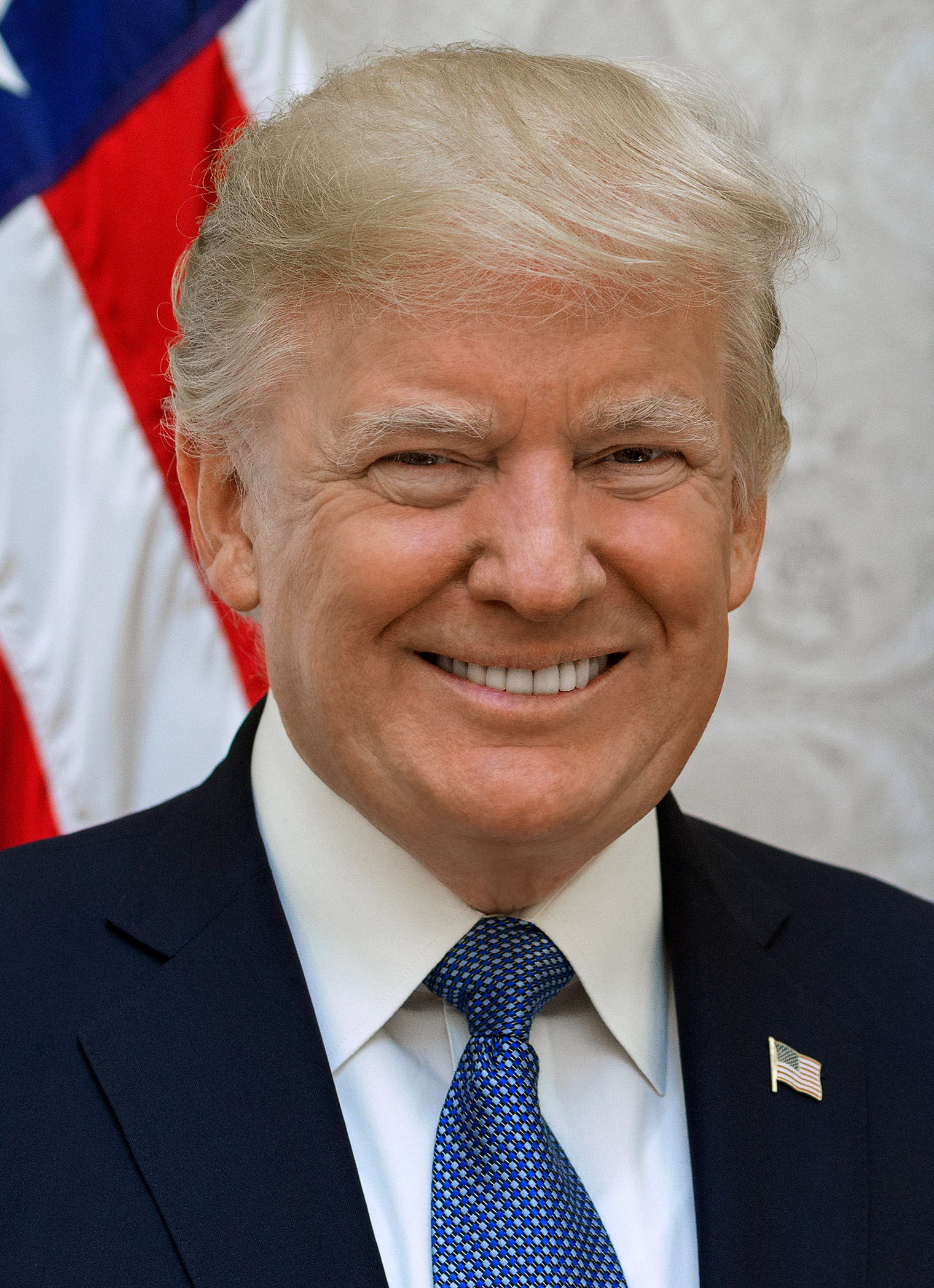
Donald Trump, ospite della serie per le prime quattordici stagioni.

Dopo essersi ripreso da una serie di fiaschi finanziari nei primi anni novanta, l'imprenditore immobiliare newyorkese Donald Trump decise di cambiare la sua strategia di affari passando dal farsi prestare soldi per costruire e acquistare a dare invece in licenza l'utilizzo del proprio nome agli altri. Il produttore Mark Burnett decise quindi di contattare Trump per parlargli di una nuova trasmissione televisiva. Sebbene Trump si fosse dimostrato piuttosto scettico circa la tv dei reality show definendola "adatta alle sanguisughe della società", Burnett gli propose di apparire egli stesso, un uomo d'affari di successo e dal lussuoso stile di vita, nello show.
La prima stagione di The Apprentice, co-prodotta da Burnett e Trump, andò quindi in onda durante l'inverno e la primavera del 2004. Lo scopo dello show, che si autodefiniva il "più spietato dei colloqui di lavoro nella più spietata delle giungle" ("the ultimate job interview in the ultimate jungle"), era quello di effettuare la ricerca di una persona talentuosa e adatta a condurre una delle aziende di Trump, il quale le avrebbe offerto un contratto di lavoro da un anno allo stipendio annuale di 250.000 dollari.
Come musica di apertura dello show fu scelte For the Love of Money, una canzone R&B del 1973 di The O'Jays.
La popolarità dello show portò Trump a diventare ancora più conosciuto grazie alla sua iconica frase "You're fired!" e all'avvento della cosiddetta Trumponomics, un blando concetto manageriale inteso a trasmettere l'idea che "impressionare il capo" fosse l'unico modo per "scalare la gerarchia aziendale".
The Apprentice ebbe così tanto successo che, stando a quanto da lui stesso affermato, Trump guadagnò 214 milioni di dollari dalle 14 stagioni a cui prese parte, oltre al fatto che tutti gli articoli legati al suo nome aumentarono di valore. Con il crescere della fama dello show, inoltre, le missioni dei concorrenti diventarono via via sempre più connesse ad aziende specifiche. Ad esempio le missioni relative alle vendite potevano vedere i concorrenti impegnati nel gestire un ristorante o un negozio di una nota catena, mentre quelle relative al marketing potevano riguardare la realizzazione di una campagna per una società ben precisa. Ad oggi, diverse aziende sono apparse più volte nelle varie serie della trasmissione.
Originariamente i consiglieri di Trump erano Carolyn Kepcher, Chief Operating Officer e General Manager della Trump National Golf Club, e George H. Ross, vice presidente esecutivo e consulente senior della Trump Organization. Nell'agosto 2006 Trump sollevò la Kepcher dai suoi compiti e essa lasciò contemporaneamente anche The Apprentice. Dopo il suo addio, il suo posto fu preso da Ivanka Trump, figlia di Donald. Nel corso delle diverse stagioni, i consiglieri furono poi occasionalmente sostituiti su base settimanale da altri personaggi, inclusi due figli di Trump, Donald Jr. ed Eric, così come alcuni vincitori delle stagioni passate o altri famosi imprenditori.
Durante il periodo di Donald Trump, la serie ha spesso ospitato e promosso molti dei suoi prodotti e dei suoi marchi. Anche la moglie di Trump, Melania, ha preso diverse volte parte allo show, soprattutto quando le missioni dei concorrenti riguardavano il campo della moda e della cosmesi.
Diversamente dalle altre stagioni, la sesta fu ambientata a Los Angeles. Qui le due squadre risiedevano in una villa, ma, mentre la squadra vincitrice dell'episodio poteva dimorare in casa, la squadra perdente doveva accontentarsi delle tende piantate in giardino. 

### Le serie
Legenda:
     Conduttore
     Membro del consiglio
     Ospite del consiglio
     Concorrente
| Cast                            | 1 | 2 | 3 | 4 | 5 | 6 | 7 | 8 | 9 | 10 | 11 | 12 | 13 | 14 | 15 |
| ------------------------------- | - | - | - | - | - | - | - | - | - | -- | -- | -- | -- | -- | -- |
| Donald Trump                    |   |   |   |   |   |   |   |   |   |    |    |    |    |    |    |
| Arnold Schwarzenegger           |   |   |   |   |   |   |   |   |   |    |    |    |    |    |    |
| George H. Ross                  |   |   |   |   |   |   |   |   |   |    |    |    |    |    |    |
| Carolyn Kepcher                 |   |   |   |   |   |   |   |   |   |    |    |    |    |    |    |
| Bill Rancic                     |   |   |   |   |   |   |   |   |   |    |    |    |    |    |    |
| Ivanka Trump                    |   |   |   |   |   |   |   |   |   |    |    |    |    |    |    |
| Donald "Don" Trump, Jr.         |   |   |   |   |   |   |   |   |   |    |    |    |    |    |    |
| Eric Trump                      |   |   |   |   |   |   |   |   |   |    |    |    |    |    |    |
| Joan Rivers                     |   |   |   |   |   |   |   |   |   |    |    |    |    |    |    |
| Tyra Banks                      |   |   |   |   |   |   |   |   |   |    |    |    |    |    |    |
| Patrick M. Knapp Schwarzenegger |   |   |   |   |   |   |   |   |   |    |    |    |    |    |    |

## Spin-off
Da The Apprentice è nato anche un reality show televisivo di appuntamenti. Il 17 giugno 2010, sul canale statunitense TV One è infatti andata in onda la prima puntata di Donald J. Trump Presents The Ultimate Merger. In questo show, Omarosa Manigault-Stallworth, una consulente politica che nel 2004 era apparsa nella prima stagione di The Apprentice e nel 2008 nella prima stagione di The Celebrity Apprentice, era corteggiata da dodici concorrenti che dovevano guadagnarsi i suoi favori e che erano stati selezionati dallo stesso Donald Trump.

### Martha Stewart
Il 2 febbraio 2005, la NBC annunciò la messa in onda del primo spin-off di The Apprentice, intitolato The Apprentice: Martha Stewart. Lo show, che andò in onda dal 21 settembre 2005 dal 21 dicembre dello stesso anno, era presentato da Martha Stewart, la prima donna al mondo ad essere diventata una miliardaria partendo da zero. Il format dello show era molto simile all'originale salvo pochi elementi modificati per meglio adattarsi alla personalità della Stewart. I concorrenti allo show furono reclutati attraverso provini tenuti in 27 città in tutti gli USA e Trump figurò tra i produttori esecutivi.
Al tempo della messa in onda di The Apprentice: Martha Stewart, per la quale fu scelto il mercoledì, stava andando in onda, il giovedì, la quarta serie dello show originale che cominciava peraltro a risentire di netti abbassamenti degli ascolti. The Apprentice: Martha Stewart non riuscì però a decollare e, in aggiunta, l'originale continuò a perdere ascoltatori. Secondo l'opinione di Donald Trump, la colpa fu della confusione che si venne a creare tra i due show, trasmessi imprudentemente uno il giorno dopo dell'altro, e l'imprenditore non risparmiò critiche nemmeno alla Stewart, che egli disse di non aver mai voluto come conduttrice del reality. Alla conclusione della prima stagione, terminata con un ascolto medio di 6-7 milioni di telespettatori a puntata, la NBC annunciò che non ce ne sarebbe stata una seconda. Prima del termine delle trasmissioni vi fu anche uno scambio di accuse tra la Stewart e Trump, in cui la conduttrice accusò l'imprenditore di averla, di fatto, boicottata. Trump, dal canto suo, rigettò ogni accusa di questo tipo ma, da allora, i due non hanno mai più lavorato assieme. 

## Statistiche per stagione
Di seguito le classifiche stagionali, basati sui telespettatori totali per episodio, di The Apprentice trasmesso sulla NBC.
Nota: ogni stagione televisiva inizia a fine settembre e termina a fine maggio.
| Stagione | Vincitore          | Progetto del vincitore | Orario messa in onda | Prima puntata     | Puntata finale   | Stagione TV | Posto in classifica | Telespettatori (in milioni) | Telespettatori della finale (in milioni) |
| -------- | ------------------ | ---------------------- | -------------------- | ----------------- | ---------------- | ----------- | ------------------- | --------------------------- | ---------------------------------------- |
| 1        | Bill Rancic        | Trump Tower Chicago    | Giovedi 21:00        | 8 gennaio 2004    | 15 aprile 2004   | 2003-04     | 7                   | 20,7                        | 28,1                                     |
| 2        | Kelly Perdew       | Trump Place            | Giovedi 21:00        | 9 settembre 2004  | 16 dicembre 2004 | 2004-05     | 11                  | 16,1                        | 16,9                                     |
| 3        | Kendra Todd        | Palm Beach Mansion     | Giovedi 21:00        | 20 gennaio 2005   | 19 maggio 2005   | 2004-05     | 15                  | 14,0                        | 14,0                                     |
| 4        | Randal Pinkett     | Trump Entertainment    | Giovedi 21:00        | 22 settembre 2005 | 15 dicembre 2005 | 2005-06     | 38                  | 11,0                        | 12,8                                     |
| 5        | Sean Yazbeck       | Trump SoHo             | Lunedì 21:00         | 27 febbraio 2006  | 5 giugno 2006    | 2005-06     | 51                  | 9,7                         | 11,3                                     |
| 6        | Stefanie Schaeffer | Cap Cana               | Domenica 22:00       | 7 gennaio 2007    | 22 aprile 2007   | 2006-07     | 75                  | 7,5                         | 10,6                                     |
| 10       | Brandy Kuentzel    | VIP Golf Tournament    | Giovedì 22:00        | 16 settembre 2010 | 9 dicembre 2010  | 2010-11     | 113                 | 4,7                         | 4,5                                      |

(Nota: The Apprentice e The Celebrity Apprentice vengono considerati come se fossero lo stesso show, per questo motivo nella soprastante tabella si passa dalla sesta alla decima stagione di The Apprentice, essendo la settima, l'ottava e la nona stagione conteggiate per The Celebrity Apprentice.)
The Apprentice fu la sorpresa della stagione televisiva statunitense 2003-04 e risollevò la NBC in un periodo nel quale le due commedie di maggior successo della rete, Friends e Frasier, stavano volgendo al termine, riempiendo il vuoto lasciato da queste il giovedì sera.
Sebbene sia sempre rimasta una delle serie più viste tra i programmi della NBC dalla fascia demografica 18-49 anni, gli ascolti totali della trasmissione andarono via via calando a cominciare dalla fine del 2004, quando, il 16 dicembre, la seconda stagione terminò con un finale da molti dei fan reputato troppo lungo.
La soprastante tabella non tiene conto degli 11,25 milioni di spettatori della puntata finale della quinta stagione, poiché essa è andata in onda il 5 giugno 2006, dopo il termine ufficiale della stagione televisiva.

## Squadre per stagione
| Stagione | Nome della squadra | Risultati della squadra |
| -------- | ------------------ | ----------------------- |
| 1        | Versacorp          | 5-7                     |
| 1        | Protégé            | 7-5                     |
| 2        | Mosaic             | 8-5                     |
| 2        | Apex               | 5-8                     |
| 3        | Magna              | 10-4                    |
| 3        | Net Worth          | 3-11                    |
| 4        | Capital Edge       | 4-7                     |
| 4        | Excel              | 7-4                     |
| 5        | Gold Rush          | 5-8                     |
| 5        | Synergy            | 8-5                     |
| 6        | Arrow              | 5-5                     |
| 6        | Kinetic            | 5-5                     |
| 10       | Fortitude          | 4-7                     |
| 10       | Octane             | 7-4                     |

## Controversie
Sebbene i vincitori fossero stati nominati "vice presidente esecutivo" e fosse stato loro conferito il titolo di "rappresentante della proprietà", nella realtà dei fatti essi erano utilizzati come portavoce pubblicitari della Trump Organization. Nel suo primo giorno di lavoro per Trump, il vincitore della seconda stagione, Kelly Perdew, fu presentato dal suo capo ai lavoratori impegnati in Florida nella costruzione di un condominio di Trump, la Trump Tower di Tampa, come colui che avrebbe aiutato nella vendita della costruzione apparendo agli eventi promozionali.
Dopo le affermazioni di Trump circa la contraffazione della cittadinanza del Presidente Barack Obama e della nascita negli USA di quest'ultimo, diverse persone, incluso l'ex membro del Congresso Anthony Weiner, chiesero la rimozione dell'imprenditore dalla guida di The Apprentice.
Diversi media specularono poi sul fatto che proprio i commenti di Trump avessero contribuito al declino degli ascolti della trasmissione, dato anche quanto gli altri affari di Trump avessero iniziato a soffrire dall'inizio della campagna elettorale dell'imprenditore. Un concorrente di The Celebrity Apprentice rimasto anonimo annunciò anche che avrebbe boicottato la registrazione della finale della settima stagione se non fosse stato costretto ad apparire per motivi contrattuali.
A seguito delle ripetute critiche da parte di Trump, Arnold Schwarzenegger ha rifiutato di condurre una seconda stagione di The Apprentice, sebbene Trump sostenga che l'attore sia stato in realtà licenziato.

## Videogiochi
All'Electronic Entertainment Expo del 17 maggio 2005, la Legacy Interactive annunciò di aver comprato i diritti per lo sviluppo di un videogioco basato sullo show The Apprentice. Il gioco, il cui lancio sul mercato era previsto per l'autunno del 2005 per X-Box, Playstation e personal computer, fu infine lanciato il 28 febbraio 2006. Nel videogioco il giocatore sceglie un personaggio e viene quindi accoppiato con uno tra quattro famosi ex concorrenti di The Apprentice assieme al quale affronta una serie di 18 sfide e minigiochi cercando di evitare di finire nella sala del consiglio e di essere sottoposto al giudizio di Trump e dei suoi consiglieri, George Ross e Carolyn Kepcher.
Alex Navarro, di GameSpot, diede al gioco una valutazione di 3 su 10 definendolo una "raccolta di giochi di cui si possono trovare versioni migliori e gratuite su internet. Non solo questi giochi sono tremendamente semplici, non sono nemmeno così tanto divertenti". Navarro criticò inoltre gli audio registrati da Donald Trump presenti all'interno del gioco e l'estrema brevità di quest'ultimo, che, sempre secondo Navarro, poteva essere completato in soli 20 minuti.
Il 6 febbraio 2007, la Legacy annunciò il progetto di un nuovo gioco, chiamato The Apprentice: Los Angeles, il cui lancio sarebbe avvenuto online e nei negozi durante la sesta stagione dello show. In questo nuovo gioco, pubblicato a inizio maggio 2007, il giocatore deve soddisfare i clienti attraverso un percorso composto da quaranta livelli, ambientati in quattro diversi luoghi. A seconda della performance, il giocatore riceve poi critiche o elogi da parte di Donald Trump, Donald Trump Jr. e Ivana Trump.
Jim Squries, di Gamezebo, ha assegnato al videogioco una votazione di tre stelle e mezzo su cinque, elogiandone la grafica "brillante e colorata" e la fluidità del controllo. Squries ha scritto: "Alla fine, l'unica nota stonata che si può trovare in The Apprentice riguarda la gestione leggermente scadente di parte della licenza. Le clip audio registrate da Trump sono estremamente brevi e suonano come se fossero state registrate in una baracca di latta, mentre gli aspetti basati sulle dinamiche di squadra avrebbero potuto essere curati di più per creare un'ulteriore attrattiva per i fan dello show".